# Mercedes Valdés
Mercedes Valdés Cuevas (1843 - 4 de septiembre de 1926) fue una ama de casa chilena, que sirvió como primera dama de la Nación, al ser cónyuge del presidente Ramón Barros Luco, durante su gobierno desde 1910 hasta 1915.

## Biografía

### Familia
Hija de Francisco de Borja Valdés y Aldunate y de Alejandra Cuevas y Avaria. Descendiente directa del Mayorazgo Valdés.
De acuerdo con Eduardo Balmaceda Valdés, doña Mercedes, si bien no tenía un hermoso físico, había en su conjunto un trasunto de perfecta gran dama.

### Matrimonio y vida pública
Se casó el 26 de diciembre de 1895, con Ramón Barros Luco (de 55 años), sin tener hijos.
Doña Mercedes mujer muy devota, quería preparar a su esposo para la muerte. Por eso le propuso a su esposo leer en las tardes sobre la vida de los Santos, a lo que Barros Luco respondió "Mercedes, no hay que meterse en las vidas ajenas".
Al morir Barros Luco, continuó con la labor caritativa que realizó junto a él. Barros Luco donó 300 mil pesos para construir el Hospital que actualmente lleva su nombre, a lo que su esposa agregó 700 mil. Además en su testamento entregó todos sus bienes a la Junta de Beneficencia de Santiago.
Legó 200 mil pesos al Arzobispado para ayudar a los pobres, además de donaciones a parientes, servidores y otras instituciones.
Nombró albacea a su hermano Francisco de Borja y en su defecto a su otro hermano José Florencio.
Mercedes Valdés murió el 2 de septiembre de 1926.